# لوئیس هلگرا
لوئیس هلگرا (انگلیسی: Luis Helguera؛ زادهٔ ۹ ژوئن ۱۹۷۶) بازیکن فوتبال اهل اسپانیا است.
از باشگاه‌هایی که در آن بازی کرده‌است می‌توان به باشگاه فوتبال دپورتیوو آلاوس، باشگاه فوتبال فیورنتینا، باشگاه فوتبال رئال ساراگوسا، باشگاه فوتبال اوئسکا، باشگاه فوتبال آنکونا، باشگاه فوتبال اودینزه، و باشگاه فوتبال ویچنزا اشاره کرد.